# Први хрватски католички састанак
Први хрватски католички састанак одржан је у Загребу, од 3. до 5. септембра 1900. године. Састанку је присуствовала већина хрватских надбискупа и бискупа, а скупом су доминирали загребачки надбискуп Јурај Посиловић, врхбосански надбискуп Јосип Штадлер и ђаковачки бискуп Јосип Јурај Штросмајер. Предсједавајући је био гроф Мирослав Кулмер, а од истакнутих лаика учесници су били и пл. др Александар Брешћенски, др Тадија Смичиклас, др Фран Врбанић и други.
У Загреб је за ову прилику допутовало око 1.200 представника из Истре, Далмације, Босне и Херцеговине и Словеније. Заједно са Загрепчанима и гостима из Хрватске окупило се око 5.000 учесника, махом лаика.

## Разлози одржавања састанка
У Католичкој цркви у Хрватској сазрела је идеја да се организује католички састанак (конгрес). Крајем 1899. црквени врх у Хрватској одлучује се за одржавање првога хрватског католичког конгреса, како би се одредило и организовало католичко дјеловање. Загребачки Католички лист је већ направио одређену припрему, стварајући идеју о повезаности католицизам с родољубљем.

## Програм састанка
Састанак је започео свечаним отварањем у Дворани Хрватског сокола, 3. септембра 1900. године. Радни програм се је одвијао сљедећа два дана, по секцијама, које су расправљале о овим темама:
- католички живот,
- добротворна друштва,
- односи између Цркве и државе,
- католичка штампа,
- друштвена питања,
- васпитање,
- хришћанска умјетност и
- књижевност.

## Одржани састанци и донесени закључци
На Састанку је прихваћено осам резолуција, од којих се посебно истицала она о лаикату и његовој улози у јавноме животу Хрватске. У секцији о католичком животу Хрвата од највеће важности било је донијети одређене одлуке о лаикату, с обзиром да је требало установити смјернице за католички покрет. Наиме лаикат је у другим европским земљама био главни носилац таквих покрета. Резолуција о лаикату у првом је реду изразила мишљење да би у средњим школама, нарочито у вишим разредима гимназије, требало подићи степен вјерског образовања. Што се тиче студената, на првом је мјесту истакнута тежња да се на свеучилишту оснује катедра за хришћанску филозофију.
Од изузетне важности био је и рад секције о католичкој штампи и Резолуција о католичкој штампи, у којој се од католичке штампе тражи да убудуће буде прожета правим хришћанским и родољубним хрватским духом, захтијевајући од хришћанских листова да побијају све оно што је у супротности с учењем Цркве. Безбожне новине су осуђене и дата је препорука да се не читају. Хрватско новинство је ипак позвано на слогу и међусобну љубав. У расправи се говорило и о свјетовној, либералној и »народној« штампи као лошој. При расправи у секцији о католичкој штампи било је чак предложено да се именују конкретни антивјерски листови, али то није прихваћено. Најважнији учесник у расправи био је др Иван Ружић. Он је као главни говорник разложио:
Видјевши дакле, колико је погубна безвјерска штампа, намеће нам се као правим хришћанима, католицима, дужност, не само да не ширимо и не подупиремо такву штампу, него да на устук безвјерској штампи ширимо, подупиремо и препоручујемо католичку штампу.
Добра, хришћанским духом прожета штампа је чврст бедем и одбрана супрот лажи и кривим науцима. Њој је сврха, да даде изражаја правим потребама народа и тако врши мјеродаван уплив на јавно мнијење.
Према томе, хрватска католичка штампа мора бити уједно хрватска народна штампа прожета духом народности. Црквена историја јасно свједочи, како народна моћ доприноси црквеној моћи. Говорило се о томе да би и црквена штампа требао бавити свјетовним темама, тј. родољубним, гледано у најширем смислу, политичким. Изражена је у расправи и потреба за оснивањем хрватскога католичког политичког гласила. Будући да се је загребачки каноник Стјепан Коренић, уредник Католичког листа противио тој идеји, то није прихваћено.
На завршној пленарној сједници прочитани су сви закључци које су донијеле поједине секције, а који су требали бити усмјерење за даљњу католичку активност. Изабран је и Средишњи одбор Другога хрватског католичког састанка, до којег није никада дошло.
Био је то идејни почетак каснијега Хрватског католичког покрета (ХКП), чији је иницијатор био крчки бискуп Антун Махнић, такође учесник Првога хрватског католичког састанка. Одлучујућа чињеница за ПХКС била је прва афирмација политичког католицизма у Хрватској. Настојање да католичко учење постане покретачка снага свих хрватских друштвених и националних вриједности дошло је до изражаја у свим конгресним излагањима и расправама, а уочљиво је и у конгресним одлукама, прије свега у резолуцијама о односу Цркве и државе, о васпитању, о лијепој књижевности, о католичкој штампи и о друштвеним питањима. При том, замисао да се цјелокупна хрватска друштвена стварност усклади с учењем Католичке цркве, коју је од средине деведесетих година Стјепан Коренић упорно и одлучно заговарао у Католичком листу, била потпуно у складу с настојањем тадашњих папа, односно с идејом о рехристијанизацији модерног друштва, које би се активношћу Католичке цркве поступно требало преобликовати у хришћанско друштво.
Једна од конкретнијих посљедица ПХКС-а било је оснивање Хрватске пољопривредне банке у Загребу 1901, у власништву Цркве, а која је требала давати повољне зајмове пољопривредницима и ситним обртницима.